# Julià Reig Ribó
Julià Reig i Ribó (* 5. Dezember 1911 in Sant Julià de Lòria; † 2. Januar 1996 ebenda) war ein andorranischer Unternehmer und Politiker.

## Leben
Als Sohn des Firmengründers Julià Reig i Roqueta führte er die Tabakfabrik in Andorra nach dem Tod seines Vaters weiter. 1956 gründete er die Banca Reig. Julià Reig Ribó war Präsident (Síndico General) des Parlaments von Andorra in den Jahren 1960 bis 1967 sowie später zwischen 1973 und 1979. Er gilt als Gründer der Sozialversicherung für Arbeiter Seguretat Social in Andorra.  War auch maßgeblich an der Erstellung der Grundlagen für das Feuerwehrwesen (Bomberos de Andorra) beteiligte. Er verfügte auch als Síndico General die rechtliche Gleichstellung zwischen Männern und Frauen und richtet Schulen in allen Pfarreien ein. Das Wahlrecht für Frauen wurde 1971 eingeführt.
Nach seinem Tod wurde eine Stiftung nach seinem Namen benannt, die heute unter anderem auch das Tabak Museum in Andorra betreibt.